# Hamazaki Masahiro
Hamazaki Masahiro (14 tháng 3 năm 1940 – 10 tháng 10 năm 2011) là một cầu thủ bóng đá người Nhật Bản.

## Đội tuyển bóng đá quốc gia Nhật Bản
Hamazaki Masahiro thi đấu cho đội tuyển bóng đá quốc gia Nhật Bản từ năm 1966.

## Thống kê sự nghiệp
| Đội tuyển bóng đá Nhật Bản | Đội tuyển bóng đá Nhật Bản | Đội tuyển bóng đá Nhật Bản |
| Năm                        | Trận                       | Bàn                        |
| -------------------------- | -------------------------- | -------------------------- |
| 1966                       | 2                          | 0                          |
| Tổng cộng                  | 2                          | 0                          |